# 200 meter horden
De 200 meter horden is een voormalig officieel, maar nu nog slechts officieus onderdeel binnen de atletiek.

## Specificaties en regels
Over de afstand staan tien horden verdeeld met een hoogte van 0,76 meter. De hoogte van de hordes is voor mannen en vrouwen gelijk; de tussen afstand is verschillend.

### Hordenafstand
|                    | Vrouwen      | Mannen       |
| ------------------ | ------------ | ------------ |
| Start - 1e horde   | 16,00 meter  | 18,29 meter  |
| 2e horde           | 35,00 meter  | 36,58 meter  |
| 3e horde           | 54,00 meter  | 54,87 meter  |
| 4e horde           | 73,00 meter  | 73,16 meter  |
| 5e horde           | 92,00 meter  | 91,45 meter  |
| 6e horde           | 111,00 meter | 109,74 meter |
| 7e horde           | 130,00 meter | 128,03 meter |
| 8e horde           | 149,00 meter | 146,32 meter |
| 9e horde           | 168,00 meter | 164,61 meter |
| 10e horde          | 187,00 meter | 182,90 meter |
| 10e horde - finish | 13,00 meter  | 17,10 meter  |

## Records
Het Nederlands record bij de mannen is met 23,20 seconden sinds 1998 in handen van Christoph Kempen. In 2002 evenaarde Bram Kempkens deze tijd.